# Danny Oosterman
Danny Oosterman (Aarlanderveen, 23 februari 1957) is een Nederlands dirigent, muziekpedagoog, kornettist en trompettist.

## Levensloop
Oosterman kreeg op 7-jarige leeftijd les voor bariton/eufonium, maar het was een oud instrument met veel deuken. Na protesten over de antieke bariton kreeg hij een Kornet. Hij kreeg les van Henk Bakker, die ook dirigent van het Muziekvereniging "Door Samenwerking Sterk", Aarlanderveen was. In 1977 werd hij zelf docent voor de jeugd bij de Muziekvereniging Crescendo (Nieuwveen). 
In die tijd studeerde hij aan het Utrechts Conservatorium te Utrecht trompet en HaFa-directie. Later deed hij het grote directie-diploma, met alle bijvakken die daar uiteraard bij horen; klarinet en piano.  
In 1976 werd hij voor korte tijd koperdocent en dirigent van de jeugdfanfare van LinFanNo in Linschoten. 
In 1978 werd hij dirigent van de Jeugdfanfare en het fanfareorkest "Crescendo", Nieuwveen. Later werd hij ook dirigent van het Fanfareorkest "Door samenwerking sterk", Aarlanderveen, het Andels Fanfare Corps in Andel, Harmonievereniging "La Bona Futura (De Goede Toekomst)" uit Poortugaal en de Brass Band "Concordia", Vinkeveen. Sinds 1989 is hij dirigent van het Nationaal Jeugd Fanfareorkest (NJFO). 
Vanaf 1992 is hij als docent Hafa-directie verbonden aan het Conservatorium van Amsterdam en het Utrechts Conservatorium. Tevens is hij jurylid bij competities en festivals. Verder heeft Oosterman zijn eigen studio opgericht onder de naam  Horeca Hoeve Oosterman. 

## Publicaties
- Dick Reens: Dirigent Danny Oosterman leerde "het vak" bij Crescendo Nieuwveen, in: Muziek en Show, 63e jaargang, nr. 8, augustus 1987, pp. 4-5
- Frans Stoks: De successtory van DSS Aarlanderveen, in: St. Caecilia - Maandblad van de FKM, jaargang 42 nr. 2 - februari 1987, pp. 39-43